# ジェームス・バルガー事件
ジェームス・バルガー事件（ジェームス・バルガーじけん）は1993年2月12日、イギリスのリバプールで起こった誘拐殺人事件。現地リバプールを含むイングランド北部では「バルヂャー」を「ボルヂャー」または「ボールヂャー」のように発音する。日本ではジェイミー・バルガー (Jamie Bulger) と表記される。

## 概要

### 事件の概要
当時2歳児のジェームス・パトリック・バルガー（James Patrick Bulger/1990年3月16日 - 1993年2月12日）がマージーサイド州で当時10歳の少年ジョン・ヴェナブレス（1982年12月8日生まれ）とロバート・トンプソン（1982年8月23日生まれ）の2人に誘拐され殺害された。10歳の少年2人による2歳児殺害事件は英国中に大きな衝撃を与え、その反応はリバプールとその周辺で特に大きかった。
裁判所は加害少年2人は一定期間、世間から隔離されなければならないと判断し、非常に短期間で裁判は結審した。テイラー裁判長は、2人は8年間刑務所に収監されなければならないとの裁きを下したが、それは2001年に釈放されることを意味していた。この裁量に対して一部マスコミが猛反発し、大衆紙ザ・サンは加害少年2人を終身刑にするよう求める署名30万人分をマイケル・ハワード法務大臣に届けた。
1995年、ハワードは世論に配慮し加害少年2人の刑期を15年に延ばした。それは2008年、彼らが25歳になるまで釈放されないことを意味した。しかしながら1997年、高等法院はハワードの決定を違憲と判断し、彼が変更した刑期は却下され、加害少年2人は18歳になった時点で釈放されることになった。

### 釈放とその影響
2人は少年院内での態度の良さが認められ、新しい身分が与えられて予定通り2001年に釈放された。釈放の際、イギリス全土で抗議運動が起こったが、裁判所は2人にこの先一生リバプール周辺には絶対に立ち入らない、週に1回保護監察官の面接を受ける義務を課し、マスコミに対しては2人についての報道を今後一切行わないように緘口令を敷いた。
被害者の母親に対しては政府から7,500ポンドの見舞金が支払われたが、夫妻は事件後すぐに離婚した。今ではそれぞれ別の配偶者と再婚している。

## 殺害
1993年2月12日、ジョン・ヴェナブレスとロバート・トンプソンの2人は学校を無断欠席してストランド・ショッピングセンターを訪れ、食肉店の外で母親を待っていた被害者を誘いショッピングセンターの外に連れ出して犯行に及んだ。
その日被害者はカークビー (Kirkby) から母親と共に買い物にストランド・ショッピングセンターを訪れ、母親の言いつけで店の外で立って待っていた。母親が買い物をしている数分間に犯人2人は被害者の手を引いてショッピングセンターの外に連れ出した。その様子は警備カメラに15時39分に記録されていた。買い物が終わって店の外に出た母親は被害者の姿がないことに気付き、すぐさま警備員に相談した。
被害者を連れて2マイル半（約4km）歩いた2人は人気のない水路で被害者の頭部と顔面に激しい暴行を加え、頭を地面に叩きつけた。後に名乗り出た目撃者は、1人の少年が幼児の胸部を蹴っていたと証言した。
被害者を連れて2人が歩いている所は合計38人に目撃され、その内の何人かは被害者が負傷している事に気づいていた。だがその他の目撃者は被害者が少年らと嬉しそうに歩き、時折笑っていたと証言し、少年2人が後に被害者に暴力をふるうとは思わなかったと述べている。目撃者のうち何人かは2人に声を掛けたが、2人はこれから怪我をした弟を警察に連れて行くところだと言った。最終的に2人は瀕死の被害者をマージーサイド州ウォルトンの線路上に放置した。
被害者の口には乾電池が詰め込まれ、顔には青いペンキが塗られた。更に2人は重さ22ポンド（約10kg）の鉄の棒で暴行を加えた。遺体を線路に直角に横たわるように放置したのは、事故死と偽装するためだった。これらのことは後の裁判で明らかになった。
警察の調べで、加害少年は2人とも、被害者の顔面に塗られたものと同じ青ペンキが服に付着しており、靴にも血痕が付着していたことが判明した。DNA鑑定したところ、明らかに被害者の血液だった。
失踪から2日後の日曜日、遺体が発見されたが、その上を列車が知らずに通過したため、発見された時点では上半身と下半身が轢断された状態になっていた。
この事件を教訓として公共の場に警備カメラの設置が相次いでいる。

## 裁判
加害少年2名が殺害の容疑で逮捕されると、マスコミはこぞって報道合戦を開始した。その時点で、ロバート・トンプソンは「子供A」(“Child A”)、ジョン・ヴェナブレスは「子供B」(“Child B”) と表記された。しかし裁判が近づくと英国法務省は事件が世間に与えた重大性や世間の要求を鑑みて、両名の顔写真・経歴・本名の公開を許可し、裁判が終わると加害少年2名の警察に逮捕された直後に撮影された写真まで公開した。世間は、こんなにも残酷な事件をまだ10歳の子供が犯した事に衝撃を受けた。
マスコミを含めて多くの人々が南セフトン治安判事裁判所周辺に集まり、2人の親族は自治体からの支援を受け、新しい身分と共に他の都市に移住した。2人の裁判は全てランカシャー州プレストン刑事法院で行われ、成人と同じ手続きで進められた。他の未成年者の裁判のように両親の隣に座ることは許されず、1人で被告人席に座ることになった。2人は、成人の裁判と同じように被告人席から裁判所内にいる人全員が見えるように座らされたが、脇にはソーシャルワーカーが待機していた。裁判中2人は両親から引き離され、何日かに一度数時間だけ一緒に過ごすことが許された。裁判の様子は毎日、新聞の一面を写真付きで飾った。
裁判後2人の公的な身分は法的に完全に抹消された（これをイギリスでは女王陛下の意向に基づき (at Her Majesty's pleasure) と表現するが実際に国王の意向が反映されているのではなく、あくまでも政府の決定をこのように表現するだけである）。この裁判を担当したモーランド裁判官は2人の刑期を8年と決めた。決定は後に世論に後押しされる形で15年に変更されたが、2000年にハリー・ウルフ主席判事（当時）によって8年に戻された。

## 家庭環境
法廷では2人の家庭環境からの情状酌量は認められなかったが、両名とも悲惨な環境に生まれ育っていた。ロバート・トンプソンは7人兄弟の末子であり、未亡人であったその母親は重度のアルコール依存症だった。父親も同じようにアルコール依存症で、母親や子供達に暴行・性的虐待を繰り返していたが、ロバートが5歳の時に死亡した。年上の兄弟からもたびたび暴行を受け、一時は児童保護施設に収容されていた。
自宅は事件の1週間前に全焼していた。アルコール依存症の母親には7人の子供の面倒を見ることは不可能だった。作家のブレイク・モリソンは、ロバート・トンプソンの家族について「ぞっとする、この家では子供達は親に傷つけられ、お互いを苦しめている」と表現した。上から3番目の兄弟は兄をナイフで脅して警察に通報された記録がある。ロバートは一時期里子に出され、戻ってきてからアスピリンで自殺未遂を起こして母親ともども病院に収容されている。
ジョン・ヴェナブレスの両親もまた離婚していたが、その後もお互い簡単に行き来できる所に住み、ジョンは1週間のうち2日は父親の家で過ごしていた。母親が病を患った間、兄弟姉妹は学習障害から特殊学級への通学を余儀なくされた。ジョン自身は異常なまでに活発で、他の男子児童とよく殴り合いの喧嘩をした。学級内で孤立し、注目を集めようとして壁に何度も頭を打ちつける癖があったが、教師もクラスメートも注意を払わなかった。
母親は3歳・5歳・7歳の子供を家に残したまま出掛け、保護責任遺棄容疑で警察から呼び出しを受けている。この件について警察では、母親はうつの兆候が認められ自殺の危険性が高いと記録している。
一部のマスコミ、特に地元の「リバプール・エコー」紙は2人の家庭環境は、イギリス国内でも貧困層が多い地域では珍しいものではないと断じ、情状酌量の材料にはならないと報道した。事件後2人の母親は往来でマスコミから集中砲火を浴びた。

## 釈放
1999年、弁護人は欧州人権裁判所に2人を釈放するように働きかけた。なぜ成人と同じように裁かれなければならないのか自分で理解できるほどこの2人は成長しておらず、公正に裁かれてもいないと弁護人は訴えた。欧州人権裁判所は主席判事の交代を命じ、2人を未成年者として刑期を15年から8年に短縮させた。
2001年6月、刑期が8年に戻された半年後、仮釈放委員会は2人が再び社会の脅威になることはないと判断し、釈放できると断定した。デイヴィット・ブランケット法務大臣（当時）は2001年の夏に釈放を決定した。釈放に際して2人には新しい身分が与えられる事になった。2人の釈放と新しい人生の構築に関連して約4億ポンドの税金が使用された。
内通者を抱き込んでいた「マンチェスター・イーヴニング・ニューズ」紙は2人の釈放と新しい身分を公開した。後にこれには12万ポンドの罰金を支払うよう裁判所命令が下った。同社は弁護士を立てて法廷で争ったが敗訴し、最終的には罰金を支払うことになった。
2人の釈放に関してマスコミは英国ウェールズに住んでいる点のみの報道が許可されている。他国のマスコミも同様である。2001年6月、ジョン・ヴェナブレスの母親は「ニューズ・オブ・ワールド」誌上で、息子は釈放されてから数週間以内に暴徒に殺されるだろうと発言しているが、彼女の弁護人はマスコミ監視委員 (Press Complaints Commission) にこのような発言はないと公式に抗議し、マスコミが世間からの注目を引くために行なった捏造だと断じたが、最終的に母親のものとされる発言は、世間からの注目を集める結果となった。2007年の時点で自警団は2人についての現在の動向を知る権利を手に入れたが、それとは別に被害者の母親には匿名でロバート・トンプソンの現在の状況が知らされていた。彼女は確かに現在のロバート・トンプソンを見たが、憎しみのあまりその場で麻痺したと語り、どんな方法であっても彼とは一切関わり合いを持ちたくないとしている。
2006年6月、「サンデイ・ミラー」紙はロバート・トンプソンが過去を隠して彼女と結婚したと報じた。同紙によると釈放後に違法薬物の使用や万引きで何度も逮捕されたが、今はホワイトカラーの勤労者としてオフィスで悠々自適に生活しているという。
2010年、ジョン・ヴェナブレスは児童ポルノ規正法違反で逮捕された。ジャック・ストロー英司法相（当時）は「時期尚早な情報公開は刑事司法制度の整合性を損ないかねない」と逮捕された事件の詳細を明らかにしていない。2017年11月23日、ヴェナブレスが児童虐待画像を所持していたとして再び逮捕されたと報道された。法務省はこの報道に対して一切コメントしていない。